# Loi du 29 juillet 2015 relative au droit d'asile
Lire en ligne

LOI n° 2015-925 du 29 juillet 2015 relative à la réforme du droit d'asile (1)

Loi du 31 décembre 2012 relative à la retenue pour vérification du droit au séjour et modifiant le délit d’aide au séjour irrégulier pour en exclure les actions humanitaires et désintéressées Loi du 7 mars 2016 relative au droit des étrangers en France
La loi du 29 juillet 2015 relative au droit d'asile est une loi française promise par François Hollande pendant sa campagne, préparée par Manuel Valls quand il était ministre de l’Intérieur,  présentée par son successeur Bernard Cazeneuve, et promulguée sous le deuxième gouvernement de Manuel Valls. 
Elle vise principalement à réduire le temps d'examen des demandes d'asile pour se mettre en conformité avec les directives européennes,.
Les demandeurs d'asile doivent dorénavant attendre 9 mois avant de demander une carte de travail (le délai était d'un an depuis 2005), ils peuvent voir leur allocation supprimée s'ils refusent la proposition d’hébergement de l’État,.

## Documents
- GISTI, « La réforme du droit d'asile des projets initiaux à la loi du 29 juillet 2015 ⋅ GISTI », sur www.gisti.org (consulté le 1er mai 2024)